# Newick
Newick – wieś w Anglii, w hrabstwie East Sussex, w dystrykcie Lewes. Leży 60 km na południe od Londynu. W 2007 miejscowość liczyła 2343 mieszkańców.